# Houari Boumédienne (distrito)
Houari Boumédienne é um distrito localizado na província de Guelma, Argélia. Foi nomeado após o ex-presidente da Argélia, Houari Boumédienne. A população total do distrito era de 18 146 habitantes, em 1998.[carece de fontes?]

## Municípios
O distrito é composto por quatro municípios:
- Houari Boumediènne
- Medjez Amar
- Ras El Agba
- Salaoua Announa